# Lijst van schildstaartslangen
Onderstaand een lijst van alle soorten schildstaartslangen (Uropeltidae). Er zijn 56 verschillende soorten in zeven geslachten. Een geslacht is monotypisch en wordt vertegenwoordigd door slechts een enkele soort. De lijst is gebaseerd op de Reptile Database.
- Soort Melanophidium bilineatum
- Soort Melanophidium khairei
- Soort Melanophidium punctatum
- Soort Melanophidium wynaudense
- Soort Platyplectrurus madurensis
- Soort Platyplectrurus trilineatus
- Soort Plectrurus aureus
- Soort Plectrurus guentheri
- Soort Plectrurus perroteti
- Soort Pseudoplectrurus canaricus
- Soort Rhinophis blythii
- Soort Rhinophis dorsimaculatus
- Soort Rhinophis drummondhayi
- Soort Rhinophis erangaviraji
- Soort Rhinophis fergusonianus
- Soort Rhinophis goweri
- Soort Rhinophis homolepis
- Soort Rhinophis lineatus
- Soort Rhinophis melanogaster
- Soort Rhinophis oxyrhynchus
- Soort Rhinophis philippinus
- Soort Rhinophis phillipsi
- Soort Rhinophis porrectus
- Soort Rhinophis punctatus
- Soort Rhinophis roshanpererai
- Soort Rhinophis saffragamus
- Soort Rhinophis sanguineus
- Soort Rhinophis travancoricus
- Soort Rhinophis tricolorata
- Soort Rhinophis zigzag
- Soort Teretrurus rhodogaster
- Soort Teretrurus sanguineus
- Soort Uropeltis arcticeps
- Soort Uropeltis beddomii
- Soort Uropeltis bhupathyi
- Soort Uropeltis bicatenata
- Soort Uropeltis broughami
- Soort Uropeltis ceylanica
- Soort Uropeltis dindigalensis
- Soort Uropeltis ellioti
- Soort Uropeltis grandis
- Soort Uropeltis liura
- Soort Uropeltis macrolepis
- Soort Uropeltis macrorhyncha
- Soort Uropeltis maculata
- Soort Uropeltis madurensis
- Soort Uropeltis myhendrae
- Soort Uropeltis nitida
- Soort Uropeltis ocellata
- Soort Uropeltis petersi
- Soort Uropeltis phipsonii
- Soort Uropeltis pulneyensis
- Soort Uropeltis rubrolineata
- Soort Uropeltis rubromaculata
- Soort Uropeltis shorttii
- Soort Uropeltis woodmasoni